# Marlborough (Nuova Zelanda)
Marlborough, in māori Tauihu, è una delle 16 regioni della Nuova Zelanda situata nella parte nord-orientale dell'Isola Meridionale.